# バラアサガオ
バラアサガオ（薔薇朝顔、学名：Distimake tuberosus）はヒルガオ科のつる性多年生草本。
Merremia tuberosa (L.) RendleおよびIpomoea tuberosa L.はシノニム。旧Merremia属は2017年に細分化され、バラアサガオはDistimake属へ移された。ほとんどの文献では旧種名Merremia tuberosaで記されているが、YListにおいては細分化後の属名で表記されており、本稿ではこれに従った。別名セイロンアサガオ、ウッドローズ。

## 特徴
茎は茶褐色を帯び、他の木などに絡みつき長さ20 mに達し、樹冠を覆い尽くす。葉は互生し、長さ10–20 cmで7深裂する。葉柄の長さは7–15 cm。開花期は秋から冬。花は直径約7 cm、黄色で漏斗状、1花柄に3–5個つける。猛烈な繁茂状況とも相まって、黄花と分裂葉は遠くからもよく目立つ。

## 利用
果実の周りを硬い萼の5裂片が取り巻いており、全体がバラの花に似ることから「ウッドローズ」の名でドライフラワーに用いられる。

## 分布と生育環境
熱帯アフリカ〜インドまたは熱帯アメリカ、メキシコ〜中米原産で、世界中の熱帯〜亜熱帯に帰化。小笠原諸島や沖縄に野生化。林縁などにみられる他、公園や庭に植栽されることもある。

## ギャラリー
- 7裂する葉
- 果実
- 沖縄県名護市内（名護城公園）にて撮影
- 石垣島にて撮影

## 近縁種
ヒメコガネヒルガオMerremia gemella、ハスノハヒルガオDecalobanthus peltatus (=Merremia peltata)、ミミバフサアサガオCamonea umbellata (=Merremia umbellata)が沖縄県内に、ツタノハヒルガオMerremia hederaceaが沖縄、鹿児島、千葉にそれぞれ帰化。ツタノハヒルガオは鹿児島県では重点啓発種とされ、本州でも一時的な発生が見られるが、開花前に寒さで枯死するため花を付けない。 これらの種とバラアサガオは従来ツタノハヒルガオ属Merremiaに分類されていたが、2017年に細分化され、バラアサガオ以外ではハスノハヒルガオがDecalobanthusへ、ミミバフサアサガオがCamoneaへそれぞれ移された。

### 近縁種ギャラリー
- ヒメコガネヒルガオ
- ツタノハヒルガオ